# Stanisław Barcewicz
Stanisław Barcewicz (ur. 16 kwietnia 1858 w Warszawie, zm. 29 sierpnia lub 1 września   1929 tamże) – polski skrzypek, dyrygent i pedagog. Jeden z najwybitniejszych polskich wirtuozów.

## Życiorys
Syn Karola, urzędnika poczty i Kassyldy z Szymańskich. Studiował w Instytucie Muzycznym w Warszawie, m.in. u Apolinarego Kątskiego. Następnie w Konserwatorium Moskiewskim, które ukończył w roku 1876 ze złotym medalem – skrzypce u Ferdinanda Lauba i Jana Hřímalego oraz kompozycję pod kierunkiem Piotra Czajkowskiego  .
Od 1876 występował w kraju, następnie po roku 1878 niemal w całej Europie (m.in. Paryż, Lipsk, Drezno, Hamburg, Berlin, Londyn, Moskwa, Ryga). Porównywany przez współczesnych mu krytyków do Pablo Sarasatego. Grał na skrzypcach G.B. Guadagniniego.
Od 1886 uczył gry na skrzypcach i altówce w Instytucie Muzycznym w Warszawie. Prowadził również klasę kameralną.
Pierwszy wykonawca dedykowanego mu Koncertu skrzypcowego A-dur op. 8 Mieczysława Karłowicza. Prawykonanie miało miejsce w Berlinie podczas koncertu kompozytorskiego Karłowicza 21 marca 1903, dyrygował sam kompozytor.
- 1910–1918 był dyrektorem Instytutu Muzycznego w Warszawie
- 1885 – koncertmistrz Opery Warszawskiej
- 1886 – dyrygent Opery Warszawskiej

Wykształcił całe pokolenie wybitnych polskich skrzypków, m.in. J. Ozimińskiego, J. Jarzębskiego, M. Karłowicza.
W 1908 lutnik Aleksander Januszek zgłosił na krajową wystawę w Lublinie 10 skrzypiec. Instrumenty te przyniosły ich twórcy złoty medal. Najlepszy instrument podarował Stanisławowi Barcewiczowi. W zamian skrzypek wręczył mu złotą lirę, którą zawsze nosił w klapie.
2 maja 1923 został odznaczony Krzyżem Oficerskim Orderu Odrodzenia Polski „za zasługi, położone dla Rzeczypospolitej Polskiej na polu sztuki".
Spoczywa na cmentarzu Stare Powązki w Warszawie, pod murem ul. Tatarskiej (kwatera PPRK-1-147,148).

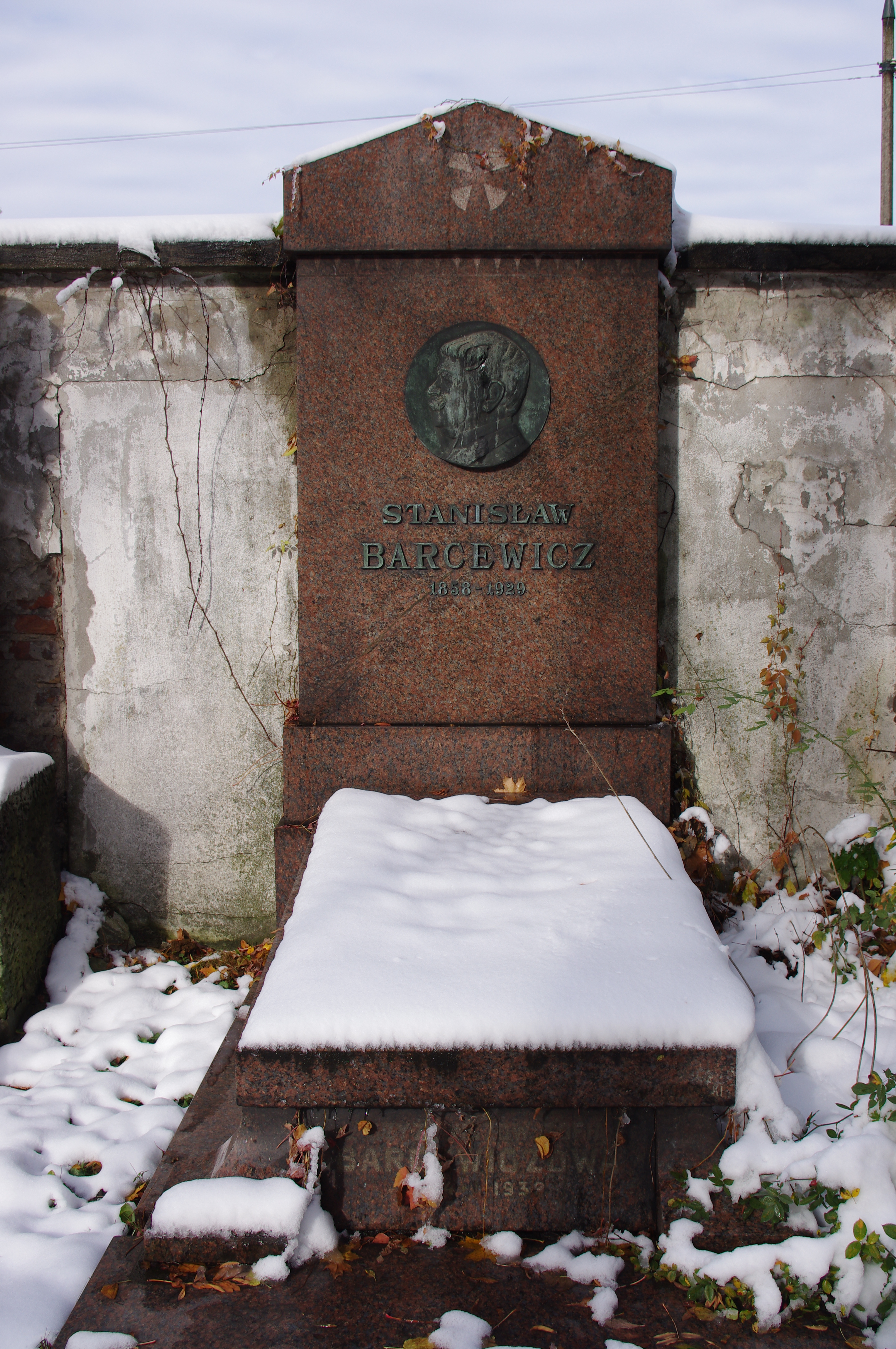
Grób skrzypka Stanisława Barcewicza na Starych Powązkach w Warszawie